# Harry Schumm
Harry Schumm (27. September 1877 in Chicago, Illinois, USA – 4. April 1953 in Los Angeles, Kalifornien, USA) war ein US-amerikanischer Stummfilmschauspieler. Er trat in der Zeit von 1913 bis 1920 in fast 50 Filmen auf. Die meisten seiner Filme waren Kurzfilme, in denen er mit Francis Ford zusammenarbeitete. Er starb im Alter von 75 Jahren.

## Filmografie (Auswahl)
- 1913: A Forest Romance
- 1913: For the Peace of Bear Valley
- 1914: Lucille Love, Girl of Mystery
- 1914: A Study In Scarlet
- 1914: The Hazards of Helen
- 1915: The Broken Coin
- 1919: The Double Hold-Up
- 1920: West Is Best

## Weblink
- Harry Schumm bei IMDb